# Preußische Annexionen 1866

Die Annexionen von 1866
Preußen
Preußische Annexionen
Preußische Verbündete
Österreich-Ungarn
Nicht von Preußen annektierte österreichische Verbündete
Neutrale Staaten des Deutschen Bundes

Die preußischen Annexionen fanden nach dem ausgefochtenen Deutschen Krieg vom Sommer 1866 statt. Preußen hatte gegen Österreich und dessen Verbündete gesiegt und die Auflösung des Deutschen Bundes erzwungen. Es annektierte am 1. Oktober 1866 vier seiner Kriegsgegner nördlich der Mainlinie, die zu preußischen Provinzen bzw. Teilen von Provinzen wurden. Dies waren das Königreich Hannover, das Kurfürstentum Hessen (Hessen-Kassel), das Herzogtum Nassau und die Freie Stadt Frankfurt. Hinzu kamen kleinere Gebiete des Königreichs Bayern und des Großherzogtums Hessen (Hessen-Darmstadt).
Andere Kriegsgegner nördlich der Mainlinie blieben als Staaten erhalten. Sie mussten sich aber dem Norddeutschen Bund anschließen. Dabei handelt es sich um das Königreich Sachsen, das Herzogtum Sachsen-Meiningen und das Fürstentum Reuß älterer Linie.
Teilweise zählt man auch die Einverleibung der zuvor von Dänemark regierten Herzogtümer Schleswig und Holstein zu den preußischen Annexionen der Zeit. Diese beiden Herzogtümer waren keine Kriegsgegner gewesen, sondern von Preußen und Österreich gemeinsam verwaltet worden. Preußens Absicht, beide zu annektieren, war einer der Gründe für den Deutschen Krieg. 1867 wurde die preußische Provinz Schleswig-Holstein eingerichtet.

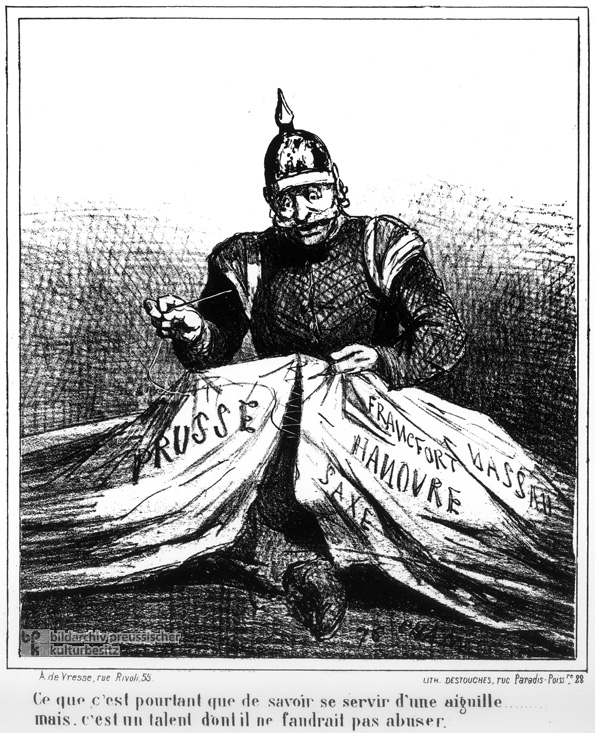
Karikatur in der französischen Zeitung Le Charivari, September 1866: Preußen näht an seinem Staatsgebiet

Bis zu den Annexionen war Preußen in einen Ost- und einen Westteil gespalten, zwischen denen vor allem Hannover und Hessen-Kassel lagen. Seit den Annexionen konnte man erstmals von Köln im Westen bis Königsberg im Osten reisen, ohne das preußische Staatsgebiet zu verlassen. Allgemein sicherte Preußen sich damit seine Vormacht im Norden Deutschlands, was auch die Gründung des Norddeutschen Bundes 1866/1867 erleichterte.
Volksabstimmungen für beziehungsweise gegen die preußischen Annexionen gab es in den betroffenen Gebieten nicht. Manche Einwohner begrüßten die Annexion, teilweise wegen Unzufriedenheit mit der alten Herrschaft, teilweise als Beitrag zu einer künftigen deutschen Einheit. Andere lehnten die Annexion dauerhaft ab. Die antipreußische Partei in Hannover war die langlebigste dieser Bewegungen und bestand bis ins 20. Jahrhundert. Im bisherigen Preußen selbst gab es eine breite Mehrheit für die Annexionen.

## Überblick
| Alter Name                                      | Status | Veränderung | Neuer Status | Einwohner          |
| ----------------------------------------------- | --- | --- | --- | ------------------ |
| Herzogtum Schleswig                             | Dänisches Lehen und Teil des Dänischen Gesamtstaats, abgetreten an Österreich und Preußen 1864              | Österreichische Rechte abgetreten im Prager Frieden vom 23. August 1866 | Teil der Provinz Schleswig-Holstein | 410.000 (vor 1862) |
| Herzogtum Holstein                              | Gliedstaat im Deutschen Bund und Teil des Dänischen Gesamtstaats, abgetreten an Österreich und Preußen 1864 | Österreichische Rechte abgetreten im Prager Frieden vom 23. August 1866 | Teil der Provinz Schleswig-Holstein | 525.000 (vor 1859) |
| Königreich Hannover                             | Gliedstaat im Deutschen Bund seit 1815                                                                      | Kriegsgegner Preußens, Annexion am 1. Oktober 1866 | Provinz Hannover | 1.933.800 (1866)   |
| Kurfürstentum Hessen (Hessen-Kassel, Kurhessen) | Gliedstaat im Deutschen Bund seit 1815                                                                      | Kriegsgegner Preußens, Annexion am 1. Oktober 1866 | Teil der Provinz Hessen-Nassau | 763.200 (1866)     |
| Herzogtum Nassau                                | Gliedstaat im Deutschen Bund seit 1815                                                                      | Kriegsgegner Preußens, Annexion am 1. Oktober 1866 | Teil der Provinz Hessen-Nassau | 465.636 (1865)     |
| Freie Stadt Frankfurt                           | Gliedstaat im Deutschen Bund seit 1815                                                                      | Kriegsgegner Preußens, Annexion am 1. Oktober 1866 | Teil der Provinz Hessen-Nassau | 92.244 (1864)      |
| Großherzogtum Hessen                            | Gliedstaat im Deutschen Bund seit 1815                                                                      | Kriegsgegner Preußens, Annexionen einzelner Gebiete durch den Friedensvertrag vom 3. September 1866, nämlich: * Landgrafschaft Hessen-Homburg, Gliedstaat im Deutschen Bund seit 1817, Erbanfall an Hessen-Darmstadt am 24. März 1866, 27.563 Einwohner (1865) * Kreis Biedenkopf * Kreis Vöhl * Nordwestlicher Teil des Kreises Gießen (Gemeinden: Bieber, Fellingshausen, Frankenbach, Hermannstein, Königsberg, Krumbach, Naunheim, Rodheim an der Bieber und Waldgirmes) * Rödelheim * Niederursel (soweit unter der Souveränität des Großherzogtums) | Die abgetretenen Gebiete werden Teil der Provinz Hessen-Nassau |                    |
| Königreich Bayern                               | Gliedstaat im Deutschen Bund seit 1815                                                                      | Kriegsgegner Preußens, Annexion von drei Gebietsteilen mit dem Friedensvertrag, nämlich: * Bezirk Gersfeld * Bezirk Orb * Kaulsdorf (Saale) | Die bayerischen Bezirke Gersfeld und Orb werden Teil der späteren Provinz Hessen-Nassau, Kaulsdorf dem Kreis Ziegenrück, Regierungsbezirk Erfurt, Provinz Sachsen zugeschlagen. |                    |

Die Provinz Hessen-Nassau hatte 1.385.500 Einwohner im Jahr 1867, die Provinz Schleswig-Holstein mit Lauenburg 981.718 Einwohner. Das Herzogtum Lauenburg wurde von Österreich bereits 1865 im Gasteiner Vertrag an Preußen abgetreten, darum gehört es nicht zu den späteren Annexionen.
Im Jahre 1864 lebten in Preußen 18.975.228 Einwohner. Zum Jahr 1867 hin war die Einwohnerzahl, durch Bevölkerungswachstum und die Annexionen, auf 23.971.337 gestiegen. Die der Annexion entgangenen Kriegsgegner nördlich des Mains hatten im Jahr 1866 folgende Einwohnerzahlen: Sachsen 2.382.808, Sachsen-Meiningen 179.700 und Reuß älterer Linie 44.100. Sie bildeten zusammen mit den übrigen nord- und mitteldeutschen Staaten 1866/67 den Norddeutschen Bund, der knapp 30 Millionen Einwohner hatte. In den Ländern, aus denen später das Deutsche Reich bestand, lebten zum damaligen Zeitpunkt insgesamt 38.187.272 Einwohner.

## Vorgeschichte

### Deutscher Krieg

Bündnisse des Krieges
Preußen
Preußische Verbündete
Österreich
Österreichische Verbündete
Neutrale Staaten des Deutschen Bundes
Umstrittene Gebiete (Schleswig-Holstein)

Die Spannungen zwischen Österreich und Preußen bei der Verwaltung von Schleswig und Holstein hatten im Juni 1866 zum Deutschen Krieg geführt. Der Deutsche Bund mit Österreich und seinen Verbündeten stellte sich dabei gegen Preußen. Österreich und vor allem die mittelgroßen Staaten, die Mittelstaaten wie Bayern und Hannover, wollten den Status quo erhalten und lehnten daher auch den preußischen Bundesreformplan vom 10. Juni ab.
Bereits der Bundesbeschluss über die Mobilmachung vom 14. Juni hatte die Schwächen des Deutschen Bundes entblößt, weil selbst die Befürworter ihr Votum mit Bedingungen und Einschränkungen verbunden hatten. Dem Bund gelang es zunächst nicht, sich auf einen gemeinsamen Bundesfeldherrn zu einigen, und als es ihn gab, wurden ihm nicht alle Truppen unterstellt. Ironischerweise hatte Preußen lange Jahre die Verbesserung des Bundesmilitärwesens gefordert, und als es nun darauf ankam, unterlag der Bund ausgerechnet Preußen und nicht etwa einem auswärtigen Feind. Der Rückstand in den Truppen und die mangelnde Einigkeit der Staaten waren ein wichtiger Grund für die Niederlage des Bundesheeres.

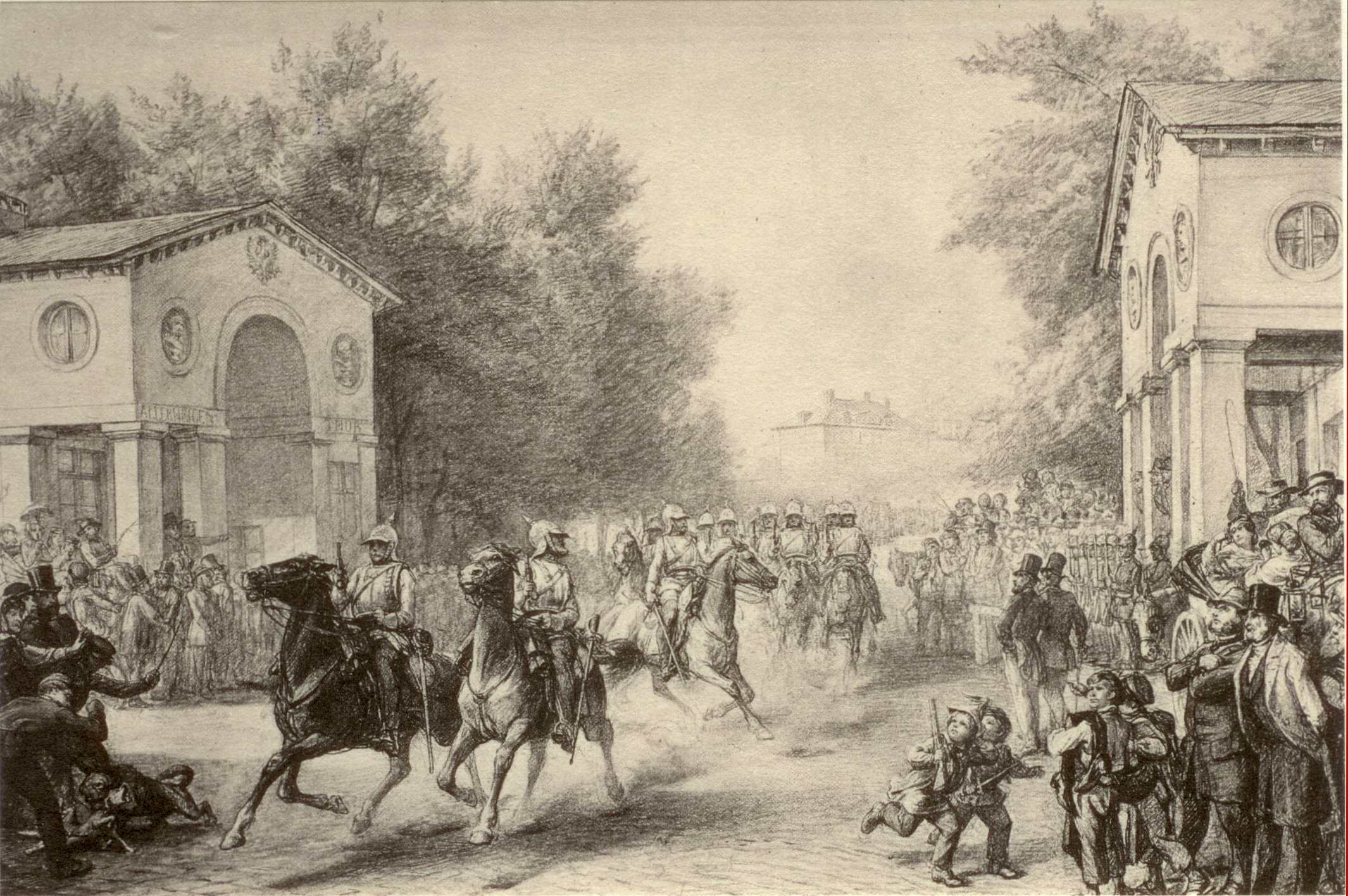
Preußische Truppen erreichen Frankfurt, Bleistiftzeichnung von Johann Heinrich Hasselhorst

Preußen hatte seine Hauptkräfte (eine Viertelmillion Soldaten) nämlich nach Böhmen entsandt, das damals zu Österreich gehörte. Im übrigen Deutschland betrug seine Stärke nur 45.000 Mann, was in etwa den Kräften Bayerns entsprach. Hannover, Kurhessen, Nassau und Frankfurt, also die später annektierten Staaten, konnten gemeinsam an die 44.000 Mann mobilisieren. Bei einer gemeinsamen Kriegführung, etwa mit einer hannoversch-bayerischen Verschmelzung der Kräfte, hätte man Preußen eine gewaltige Übermacht entgegenstellen können.
Über den Bundesbeschluss hatte Preußen unter seinem Ministerpräsidenten Otto von Bismarck behauptet, dass er rechtswidrig sei und damit angeblich zur Auflösung des Bundes führte. Daher fühlte Preußen sich nicht mehr an das Bundesrecht gebunden und sah den Deutschen Krieg als ein rein völkerrechtliches Phänomen an. Das hatte auch Bedeutung für die Annexionen nach dem Krieg. Dieser Sichtweise folgend, die von den unterlegenen Kriegsgegnern akzeptiert werden musste, waren die später annektierten Staaten nicht mehr durch Bundesrecht geschützt. Im Rahmen der debellatio der besiegten Staaten war die Annexion nach damaligem Rechtsverständnis erlaubt.

### Friedensschlüsse

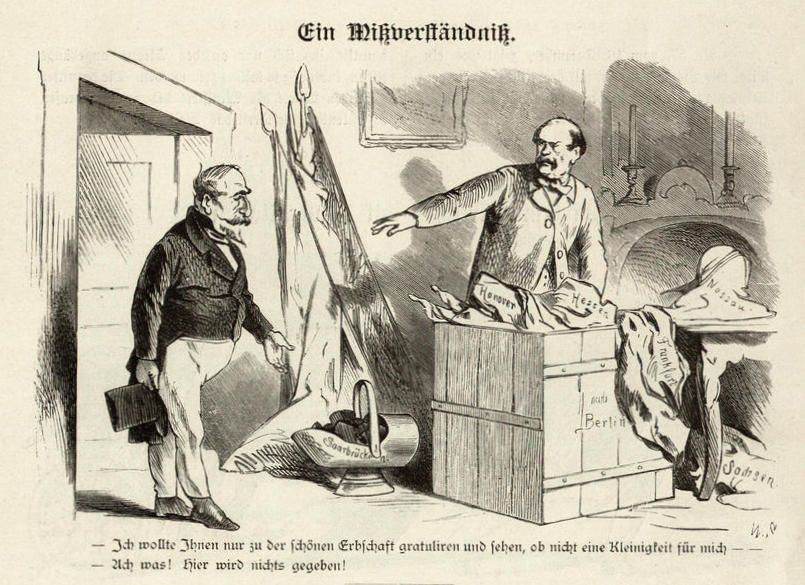
Karikatur aus dem Jahr 1866 im Kladderadatsch: Während Bismarck sich an Norddeutschland macht, verweist er den französischen Kaiser Napoleon III. in die Schranken, der auf Saarbrücken schielt.

Am 19. Juni 1866 hatte Bismarck den Verbündeten Preußens ihre Souveränität und ihren Gebietsstand zugesichert. Den neutralen deutschen Staaten versprach er nichts, die Zukunft der Gegner hänge vom Ausgang des Krieges ab. Hannover und Kurhessen schlugen das abermalige Angebot eines Bündnisses aus. Nach dem Sieg bei Königgrätz am 4. Juli lotete Bismarck die Haltung Frankreichs aus. Er wolle Schleswig-Holstein, Hannover, Sachsen, Kurhessen, Nassau und die großherzoglich-hessische Provinz Oberhessen annektieren. Kaiser Napoleon III. ließ ihn wissen, dass Frankreich damit großteils einverstanden war. Allerdings müsse Sachsen geschont werden. Wie auch der russische Zar Alexander fand Napoleon, dass das Großherzogtum Hessen (Hessen-Darmstadt) für eventuelle Gebietsverluste wenigstens durch bayerische Gebiete entschädigt werden müsse. Kaiser Franz Joseph von Österreich lehnte ebenfalls eine preußische Annexion Sachsens ab, nicht aber eine Frankfurts. Bismarck fand außerdem heraus, dass Großbritannien Hannover nicht unterstützen werde.
Nach einer Absicherung der wesentlichen Vertragsinhalte mit Frankreich (14. Juli) schloss Preußen mit Österreich den Vorfrieden von Nikolsburg und am 23. August den endgültigen Prager Frieden. Österreich erkannte die Auflösung des „bisherigen“ Deutschen Bundes an und ebenso ein künftiges engeres Bundesverhältnis, das Preußen nördlich der Mainline begründen will. Österreich stellte Preußen ferner frei, dort in Norddeutschland Gebietsveränderungen vorzunehmen. Nur Sachsen dürfe keine Gebiete verlieren. Damit verzichtete Bismarck darauf, wenigstens Leipzig und einen weiteren sächsischen Kreis zu annektieren.
Preußen schloss auch Frieden mit den übrigen verbleibenden Kriegsgegnern, die die Bestimmungen aus dem Vorfrieden bzw. Frieden anerkennen mussten. Der Friedensvertrag mit Hessen-Darmstadt kam erst am 3. September 1866 zustande. Das Großherzogtum akzeptierte eine Regelung bezüglich seiner Provinz Oberhessen, die nördlich der Mainlinie lag. Diese Provinz musste dem Norddeutschen Bund angehören. Außerdem hatte das Großherzogtum am 24. März 1866 die kleine Landgrafschaft Hessen-Homburg durch Erbanfall erhalten. Diese musste es an Preußen abtreten.
Drei Kriegsgegner nördlich der Mainlinie entgingen dem Schicksal der Annexion: das Königreich Sachsen, das Herzogtum Sachsen-Meiningen und das Fürstentum Reuß älterer Linie. Die Friedensverträge mit ihnen wurden nach dem Prager Frieden geschlossen (September/Oktober). Darin mussten sie die Bestimmungen des Vorfriedens anerkennen und dem Norddeutschen Bund (bzw. dem Augustbündnis) beitreten.

## Diskussion über die Annexionen

### König Wilhelm

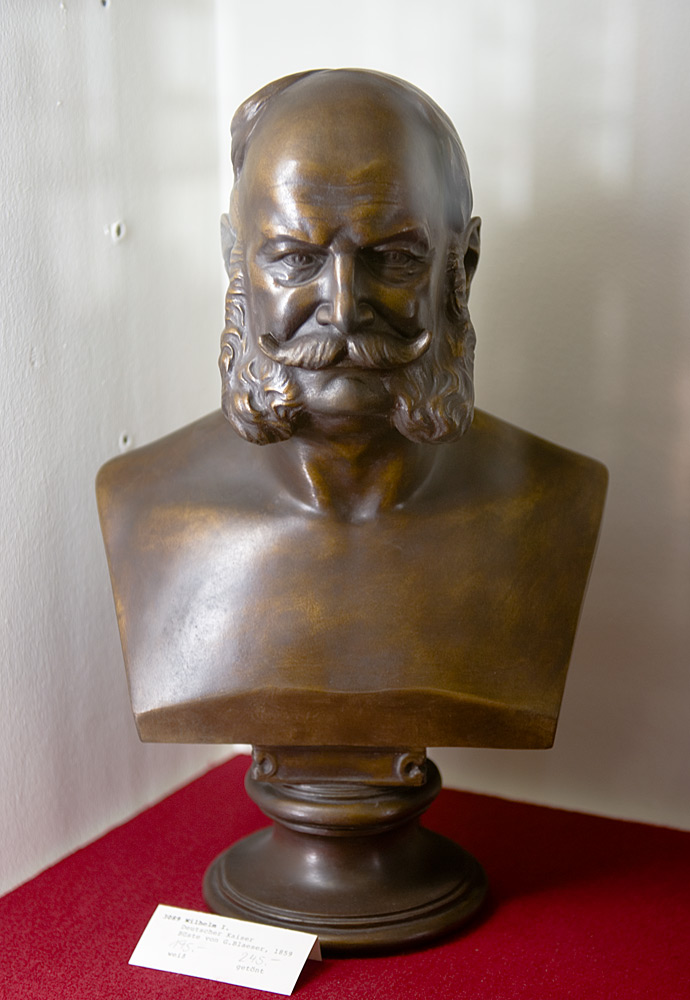
Büste des preußischen Königs Wilhelm, des späteren Deutschen Kaisers, von 1859

Otto von Bismarck hatte als verantwortlicher preußischer Minister seine Politik dem Monarchen zu erklären, König Wilhelm, damit dieser sie mittragen konnte. Die Meinung Wilhelms zu den Annexionen wurde später meist anhand von Bismarcks Memoiren wiedergegeben. Diese erschienen allerdings erst mehrere Jahre nach Wilhelms Tod und wurden in der Geschichtswissenschaft allgemein immer wieder kritisch korrigiert.
Friedrich Thimme etwa weist darauf hin, dass Bismarck ursprünglich den Deutschen Bund reformieren wollte. Erst später habe Bismarck vom Reformprogramm plötzlich auf ein Annexionsprogramm umgestellt: Noch am 8. Juli wollte er eine Bundesreform, die ganz Kleindeutschland umfasste. Dann am 9. Juli erwähnte er in einer Depesche die Südstaaten gar nicht mehr, sondern brachte den Norddeutschen Bund ins Spiel.
Die Geschichtswissenschaft, so Thimme, verweist normalerweise auf den französischen Einfluss: Napoleon III. fand es weniger anstößig, wenn Preußen seine Macht im Norden erweiterte als nach Süddeutschland ausdehnte. Allerdings lässt sich dieser Einfluss in den Quellen nicht nachweisen. Die Meinungsverschiedenheit zwischen König Wilhelm und Bismarck ist schwierig zu rekonstruieren; offensichtlich hatte Wilhelm stets mehr Ansprüche. Möglicherweise war es Bismarck selbst, der plötzlich die direkte Militärhoheit über Hannover und Kurhessen für wichtiger hielt als die Spitzenposition in einem erneuerten Deutschen Bund.
In seiner eigenen Darstellung war Bismarck der Besonnene, der gegen den Widerstand der Militärs einen raschen Frieden mit Österreich angestrebt hatte, um einer Einmischung Frankreichs zuvorzukommen. Tatsächlich waren die Armee-Kommandeure grundsätzlich derselben Meinung. Allerdings blieb es Bismarcks Aufgabe, den dickköpfigen König zu überzeugen. Laut Tagebuch des Kronprinzen führte eine Unterredung mit dem König am 25. Juli zu einem Weinkrampf Bismarcks.

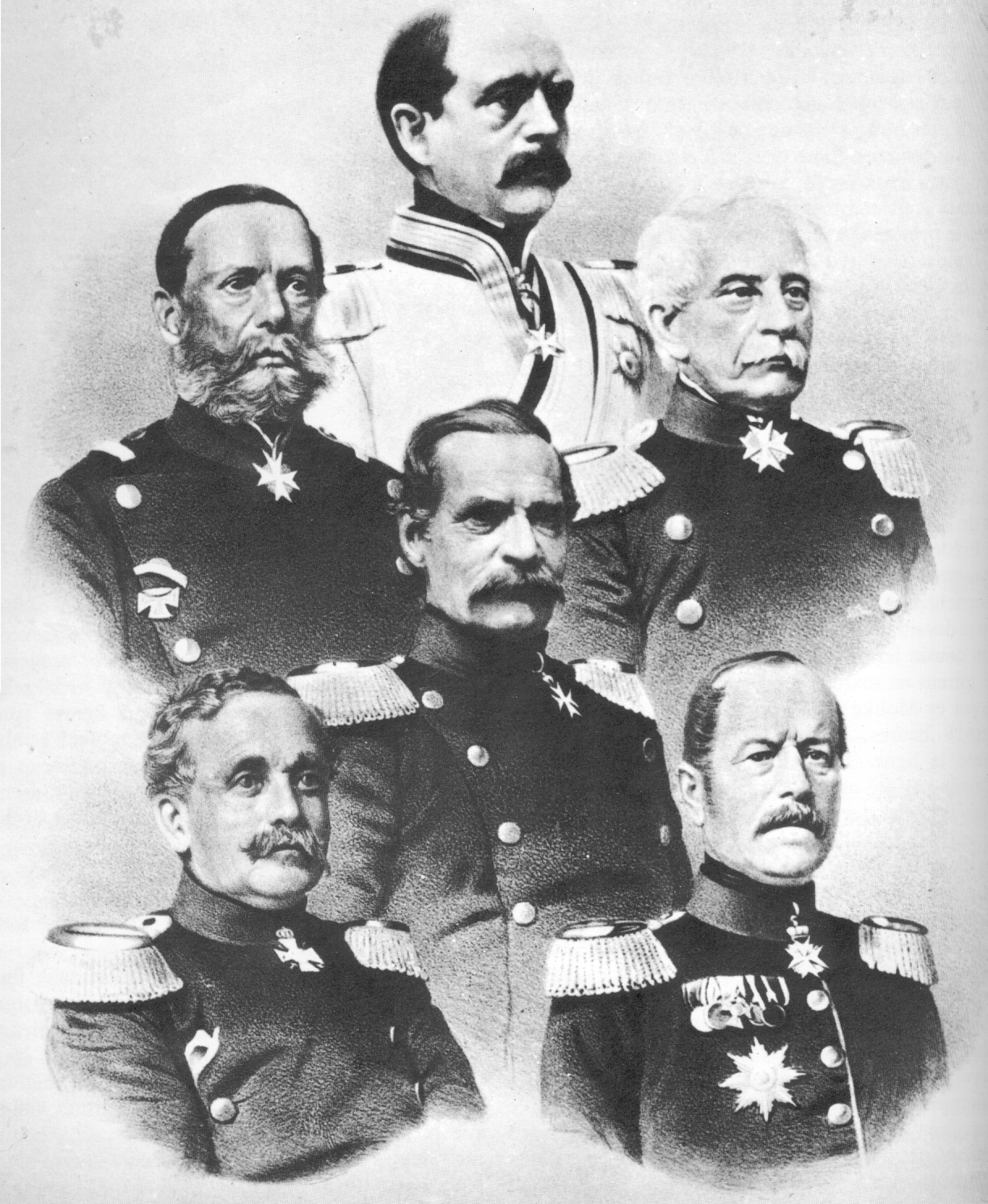
Bismarck und preußische Militärführer während der Schlacht von Königgrätz

Nach Bismarcks Auffassung sollte Österreich geschont werden, damit es einem Frieden rasch zustimmte und künftig wieder gute Beziehungen zu Berlin haben konnte. Eine Auflösung Österreichs hätte, so Bismarck, zu revolutionären Staaten in Ungarn und den slawischen Gebieten führen können. Wilhelm hingegen sah in Österreich den Hauptschuldigen am Krieg und wollte zumindest das kleine Österreichisch-Schlesien und einen Teil Böhmens annektieren. Von Bayern wollte er den fränkischen Norden, der vor der napoleonischen Zeit zu Preußen gehört hatte. Außerdem sollten Teile von Sachsen, Hannover und Hessen preußisch werden. Die feindlichen Fürsten von Hannover, Kurhessen, Nassau und Sachsen-Meiningen sollten durch ihre praesumptiven Thronfolger ersetzt werden. Wilhelm, so Hans A. Schmitt, war hin- und hergerissen zwischen Solidarität für seine Mitfürsten einerseits und gewöhnlicher Gier andererseits.
Bismarck hingegen habe bezweifelt, dass etwa die Einwohner eines preußischen Frankens in einem späteren Krieg auch wirklich der preußischen Krone loyal bleiben würden. Die notwendige Verbitterung des übrigen Bayerns wäre einer künftigen Vereinigung Deutschlands abträglich gewesen. Österreichisch-Schlesien sei dem österreichischen Kaiser treu und außerdem teilweise slawisch besiedelt. Ferner habe Bismarck dem König eine Reihe von Ideen ausreden müssen, wie eine Annexion der großherzoglich-hessischen Provinz Oberhessen; im Gegenzug hätte Hessen-Darmstadt dafür das Aschaffenburger Gebiet von Bayern erhalten sollen.
Nach Bismarcks Ansicht hätte man statt der Annexionen in Norddeutschland auch Ausgleich in der Verfassung des Norddeutschen Bundes suchen können. Doch der König hatte in eine Verfassung ebenso wenig Vertrauen wie in den alten Bundestag und wollte aus Preußen ein abgerundetes Gebiet machen – auch für den Fall, dass aus dem norddeutschen Bundesstaat nichts würde. Die Einheit Deutschlands sei nicht zu erreichen, wenn Hannover abermals seine Truppen je nach Ermessen für oder gegen Preußen ins Feld führen könne.
Den betreffenden Fürsten sollte auch nicht etwa jeweils ein Restgebiet belassen werden, wie es der preußische König angedacht hatte (Kurhessen: Fulda und Hanau; Hannover: Calenberg mit Lüneburg und die Aussicht auf die Erbfolge in Braunschweig). Beide Fürsten hätten dann, Bismarck zufolge, nach dem Wiedererwerb der alten Gebiete gestrebt und wären im Norddeutschen Bund unzufrieden gewesen. Nassau lag zu nahe an der Festung von Koblenz, was in einem Krieg mit Frankreich gefährlich gewesen wäre.

### Preußischer Landtag

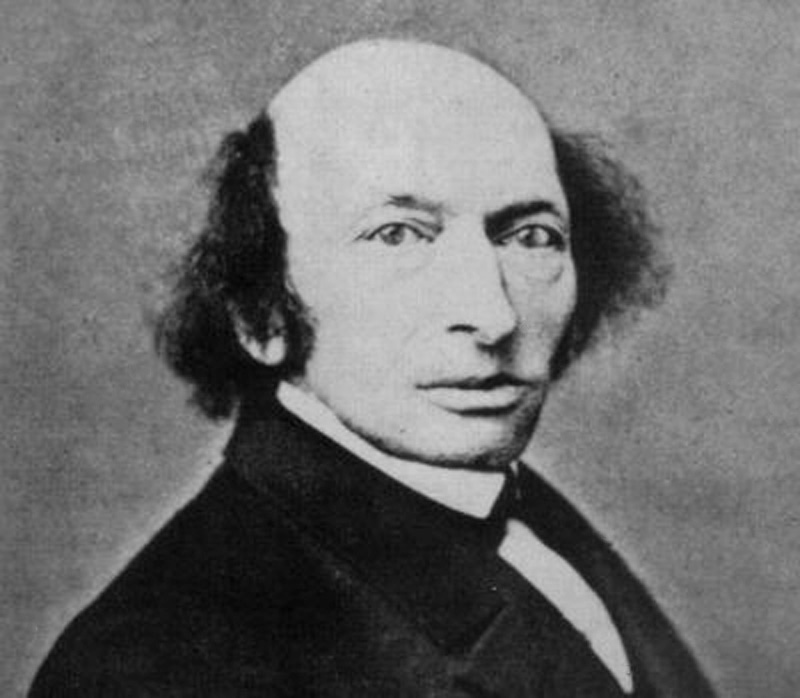
Der Linksliberale Johann Jacoby aus Königsberg war einer der wenigen Abgeordneten, die die Annexionen ablehnten. Später wandte er sich der Sozialdemokratie zu.

Der preußische Landtag befürwortete die Annexionen bei nur ganz wenigen Ausnahmen, wie dem fortschrittlichen Abgeordneten Johann Jacoby. Bereits der Deutsche Krieg sei im Bündnis mit einer fremden Macht (Italien) gegen Deutsche geführt worden. Eine Eroberung ohne Volksabstimmung gerate der Nation nicht zur Ehre und verstoße gegen Grundsätze des Rechts, der Sittlichkeit und der Freiheit. Allerdings waren solche Ansichten selbst bei Bismarcks Gegnern selten, sowohl bei den Fortschrittlern als auch in der Katholischen Fraktion.
Ein Ausschuss des Landtags hielt derartige Volksabstimmungen für mehr Schein als Wesen. (Es gab sie, als Napoleon III. 1859 Nizza und Savoyen von Sardinien-Piemont erwarb.) Laut einer Rede Bismarcks im Ausschuss waren die Annexionen die nötige Basis dafür, dass Preußen der deutschen Nation dienen konnte. Er konnte sicher sein, dass eine solche Auffassung in weiten Kreisen des Bürgertums geteilt wurde, auch in den besetzten Gebieten. Die Landtagsabgeordneten sahen ebenfalls das „Recht der Eroberung“, solange es der staatlichen Einheit der Nation förderlich war.

### Russland

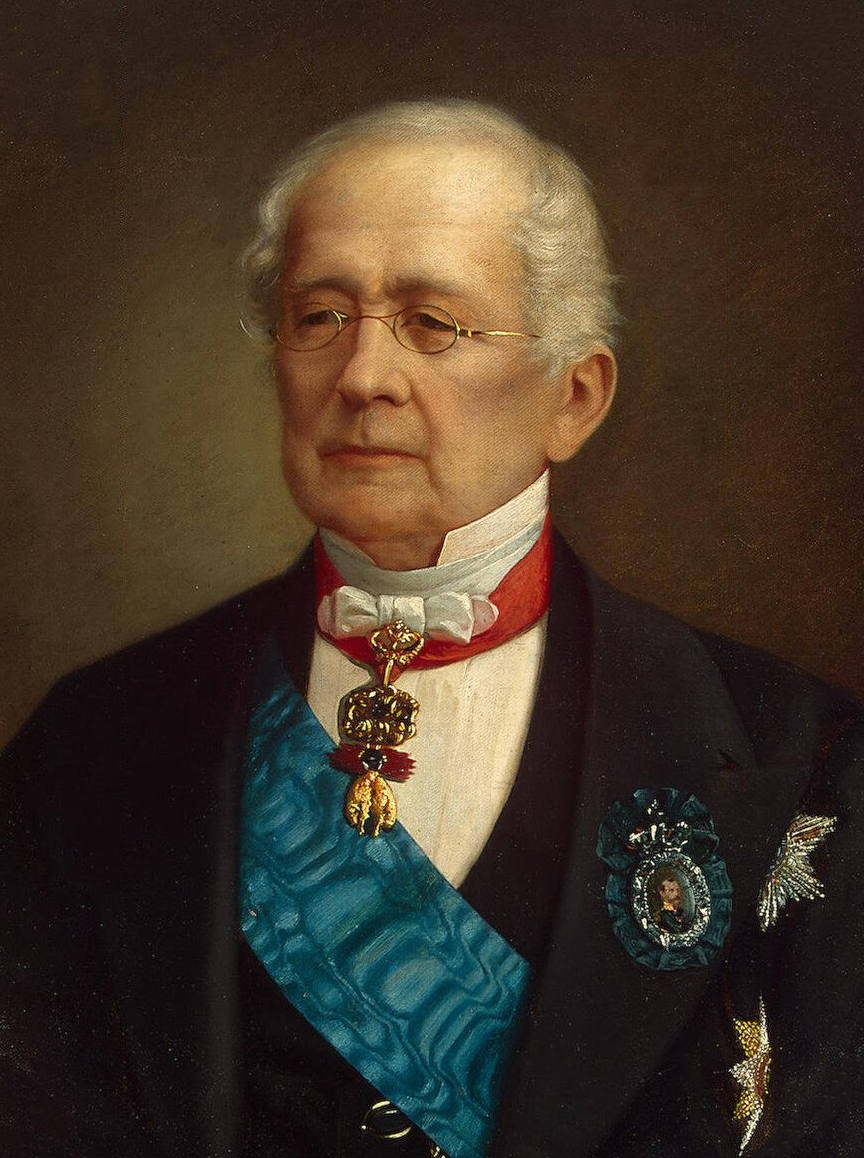
Alexander Michailowitsch Gortschakow war russischer Außenminister von 1856 bis 1882.

Die östliche Großmacht Russland wollte weiterhin ein Machtgleichgewicht zwischen Österreich und Preußen sehen. Der russische Außenminister Gortschakow hatte bereits den preußischen Reformantrag im Bundestag von April 1866 abgelehnt. Damit betreibe Preußen keine Politik mehr, sondern Revolution. Allerdings folgte aus dieser kurzzeitigen preußisch-russischen Verstimmung keine Hinwendung Russlands zu Österreich. Im Vorfeld des Deutschen Krieges hätte Gortschakow sich vorstellen können, dass der Oldenburger Großherzog Schleswig-Holstein übernähme oder dass Preußen höchstens Südschleswig annektieren dürfte. Die kleinen deutschen Staaten sollten mit Waffengewalt gegen eine preußische Hegemonie beschützt werden, allerdings nur zugunsten einer Balance zwischen Preußen und Österreich. Noch in der zweiten Julihälfte wollte Zar Alexander weiterhin Österreich im Deutschen Bund sehen. Bei einer Aufteilung in zwei Staatenbünde sollte Österreich an der Spitze des südlichen Bundes stehen.
Als es nach dem Krieg um die Annexionen ging, sprach Zar Alexander sich in einem Brief vom 12. August dagegen aus. Er warnte seinen Onkel König Wilhelm vor der Entthronung ganzer Fürstenhäuser und vor einem deutschen Parlament. An der preußisch-russischen Freundschaft wollte er allerdings nicht rütteln. Zwischenzeitlich neigte Wilhelm daher dazu, wieder an eine bloße Teilannexion zu denken, was ihm die Minister und der Kronprinz ausredeten.
Bismarck versicherte Russland, dass Württemberg und Hessen-Darmstadt mit ihren Dynastien (die eng mit der russischen verwandt waren) glimpflich behandelt werden würden. Sollte Russland aber weiterhin einen europäischen Kongress über den deutschen Friedensschluss fordern, so drohte er, würde Preußen die Reichsverfassung von 1849 verkünden und zu einer wirklichen Revolution schreiten.
Die persönlichen Beziehungen zwischen den Monarchen sollten nicht überbewertet werden, so Eberhard Kolb. Sie hatten allenfalls einen Einfluss dabei, die preußischen Ambitionen einzugrenzen, etwa in Bezug auf Hessen-Darmstadt (die Zarin Marie von Hessen-Darmstadt kam aus dessen Dynastie). In den folgenden Jahren dauerte das gute Einvernehmen zwischen beiden Seiten an. Im Frühjahr 1868 sprachen Wilhelm und Alexander ab, dass sie einander beistehen wollten, wenn Frankreich und Österreich gemeinsam Preußen oder Russland angreifen würden.

## Rechtlicher Vollzug

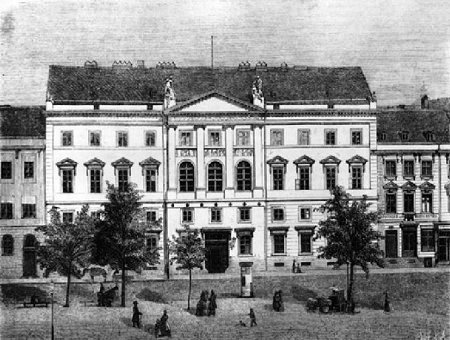
Das Palais Hardenberg (abgerissen 1905) in Berlin beherbergte das Abgeordnetenhaus, die gewählte Kammer des preußischen Landtags

Der Artikel 2 der preußischen Verfassung verlangte, dass das Staatsgebiet nur durch ein Gesetz verändert werden konnte (also mit Zustimmung der Parlamentskammern). Dies war anzuwenden für echte Einverleibungen. Ähnlich musste laut Artikel 55 der König, wenn er in „fremden Reichen“ die Herrschaft übernahm, die Zustimmung der Kammern einholen. Das betraf den Fall der Personalunion.
Die Staatsregierung wollte zunächst den König zum Herrscher in den vier betreffenden Ländern machen und dazu die Einwilligung nach Artikel 55 einholen. Ein solcher Gesetzentwurf gelangte am 16. August 1866 an den Landtag. Die Länder hätten also als solche weiterbestanden und wären erst nach einer gewissen Zeit über Artikel 2 annektiert worden.
Der Landtag allerdings lehnte diese Verzögerung ab. Eine Kommission des Abgeordnetenhauses fürchtete, dass der König in den vier Ländern eine starke Hausmacht erhalten hätte. Theoretisch hätte er die vier Länder sogar wieder abtreten können. Die preußische Verfassung wäre dort nicht in Kraft getreten und der Landtag hätte kein Budgetrecht gehabt. Bismarck lenkte ein und legte einen geänderten Gesetzentwurf mit sofortiger Annexion nach Artikel 2 vor.
Am 7. September nahm das Abgeordnetenhaus den Entwurf mit 273 zu 14 Stimmen an. Das Herrenhaus folgte am 11. September mit nur einer Gegenstimme. Der König vollzog am 20. September die Ausfertigung des Gesetzes; an diesem Tag wurden die Annexionen auch verkündet. Ab dem 1. Oktober 1866 galt die preußische Verfassung in Hannover, Kurhessen, Nassau und Frankfurt. Es folgten Besitzergreifungs-Patente für die vier Länder sowie Proklamationen an die Bevölkerungen.
Durch Verordnung vom 22. August 1867 erhielt die neue preußische Provinz Hannover eine provinzialständische Verfassung. Außerdem bildete Preußen eine neue Provinz Hessen-Nassau mit
- Hessen-Kassel, Nassau und Frankfurt,
- der Landgrafschaft Hessen-Homburg, die Preußen von Hessen-Darmstadt erhalten hatte,
- und kleineren Gebieten Oberhessens (von Hessen-Darmstadt), nämlich: Kreise Biedenkopf und Vöhl, nordwestlicher Teil des Kreises Gießen, Ortsbezirk Rödelheim, hessischer Teil von Nieder-Ursel, erhalten durch Friedensvertrag vom 3. September 1866[32]
- sowie Frankens (von Bayern), nämlich: Bezirksamt Gersfeld, ein Bezirk um Orb, Exklave Caulsdorf, durch Friedensvertrag vom 22. August 1866[33]

Dazu hatte man erst die Regierungsbezirke Kassel und Wiesbaden eingerichtet, die seit 7. Dezember 1868 besagte Provinz bildeten. Preußen übernahm Schulden der annektierten Länder. Bismarck wollte in einer Verordnung vom 5. Juli 1867 die Aktivkapitalien dem preußischen Staatsvermögen einverleiben. Dagegen aber protestierten die Einwohner sowie der preußische König Wilhelm. Das Geld wurde, abzüglich der Schulden, zu Provinzialfonds, über die man in den Provinzen entschied.

## Situation in den annektierten Ländern
Preußen besetzte im Juni und Juli 1866 während des Kriegszuges Holstein, Sachsen, Hannover, Hessen-Kassel, Nassau, Frankfurt und die großherzoglich-hessische Provinz Oberhessen. Nach Ende der Kampfhandlungen besetzte Preußen Reuß älterer Linie und Sachsen-Meiningen. Bis auf das österreichisch verwaltete Holstein waren diese Staaten allesamt österreichische Verbündete in Norddeutschland.
In den besetzten Gebieten wurden die Minister entlassen oder in den Ruhestand versetzt. Dasselbe galt für Diplomaten und Konsuln, deren Gehälter allerdings weiter gezahlt wurden. Die Landtage in Hannover und Nassau waren schon vor der preußischen Besetzung aufgelöst worden. Der Landtag von Kurhessen wurde von der Besatzungsmacht nicht einberufen. Der Senat der Freien Stadt Frankfurt lehnte einen freiwilligen Anschluss an Preußen nicht rundweg ab, sondern erklärte sich bereit, die Exekutivgeschäfte als Bevollmächtigte der Militärbesatzung fortzuführen; Die Gesetzgebende Versammlung und die ständige Bürgerrepräsentation protestierten gegen die Besetzung der Stadt. Bismarck hat allgemein nicht danach gestrebt, die Besatzung durch örtliche Parlamente zu legitimieren.
Zunächst herrschten die Kommandeure der preußischen Truppen, die das Land erobert hatten. Danach kamen Militärgouverneure (in den Königreichen Generalgouverneure), an deren Seite man Zivilkommissare stellte. Diese übernahmen die Verwaltung. In Holstein allerdings wurde der neue Chef der Landesverwaltung bereits Oberpräsident genannt, das war der Titel in den preußischen Provinzen.
Zeitungen wurden überwacht; die Hessenzeitung musste ihr Erscheinen einstellen. Bezahlt wurde die Besatzung aus beschlagnahmtem Staatsvermögen. Die allermeisten Verwaltungsangestellten blieben aus Pflichtgefühl im Amt.

### Hannover

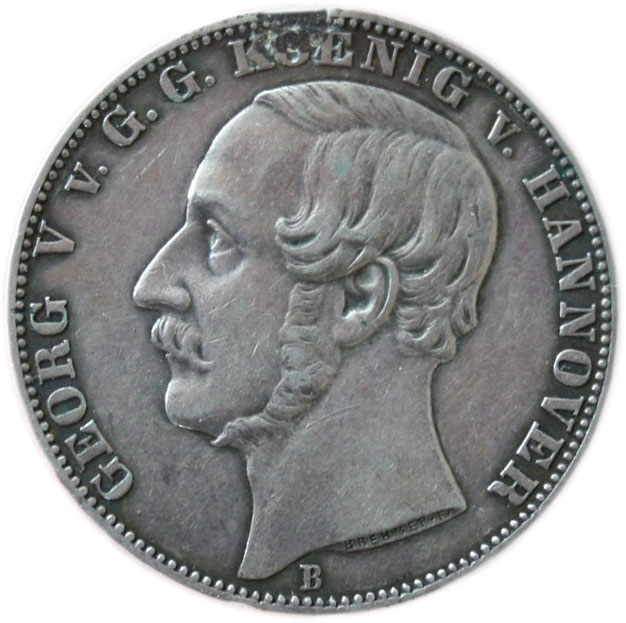
Taler des Königreichs Hannover von 1865 mit dem Bildnis von Georg V.

Das Kurfürstentum Hannover wurde auf dem Wiener Kongress als Königreich wiederhergestellt und vergrößert. Nach dem Tod des englisch-hannoverschen Monarchen Wilhelm IV., 1837, kam Königin Victoria auf den englischen Thron und Ernst August auf den hannoverschen. König Ernst August schaffte die Verfassung von 1833 ab. Im Revolutionsjahr 1848 musste er sie wieder einrichten. Sein Sohn Georg V. versuchte im Jahr 1855 ebenfalls, die Regierung der Kontrolle des Adels zu unterstellen. Im Deutschen Bund hatte das Königreich Hannover eine bedeutende Stellung als Mittelstaat und konnte bis 1851 einen Beitritt zum Zollverein abwenden.
Im Frühjahr 1866 blieb Hannover neutral. Der König war sich sicher, dass Hannover einen Krieg gegen Preußen nur verlieren könne. Noch am 13. Juni erlaubte es einen Durchmarsch preußischer Truppen. Am 15. Juni stellte Preußen ein Ultimatum für ein Bündnis, das von Hannover abgelehnt wurde: Der König wollte seine Souveränität in vollem Umfang erhalten und keine Bundesreform. Daher wählte er die österreichische Seite und damit den Status quo in Deutschland. Das Bündnis mit Preußen wäre allerdings das geringere Risiko gewesen, denn selbst bei einem Sieg Österreichs wäre Hannovers Existenz kaum in Gefahr geraten. Die Hannoversche Armee musste schließlich am 29. Juni kapitulieren, als die Hauptstadt Hannover bereits von Preußen besetzt war.
Im Juli wurde, nach Vogel von Falckenstein, Konstantin von Voigts-Rhetz, der Stabschef der 1. Armee, der neue Militärbefehlshaber in Hannover. Als Zivilist wurde ihm Landrat Hans von Hardenberg an die Seite gestellt.
Vor allem die Integration Hannovers in Preußen machte Bismarck Sorgen. Zivilkommissar Hans von Hardenberg hielt die Hannoveraner für weniger umgänglich als die Sachsen in den Gebieten, die 1815 zu Preußen kamen. Sie hätten ein starkes Nationalgefühl, nicht einfach nur Preußenhass. Vor der Ankündigung, dass Hannover annektiert werden sollte, übernahm Hardenberg den Polizeiapparat und ließ in allen größeren Städten die preußischen Garnisonen verstärken.
König Georg V. weigerte sich im österreichischen Exil, seine Depossedierung anzuerkennen. Er bildete sogar eine Welfische Legion, die gegen Preußen kämpfen sollte. Am 29. September 1867 schloss er mit Preußen dennoch einen Vertrag. Zwar verzichtete er nicht auf den Thron, doch er übertrug 19 Millionen Taler, die er nach Großbritannien geschafft hatte. Dafür erhielt Georg die Domäne Calenberg, das Schloss Herrenhausen in Hannover und eine jährliche Rente. Georg wollte aber weiterhin das Königreich Hannover wiederherstellen; Preußen beschlagnahmte 1868 daher Gelder, die in den sogenannten Welfenfonds flossen.

### Kurhessen

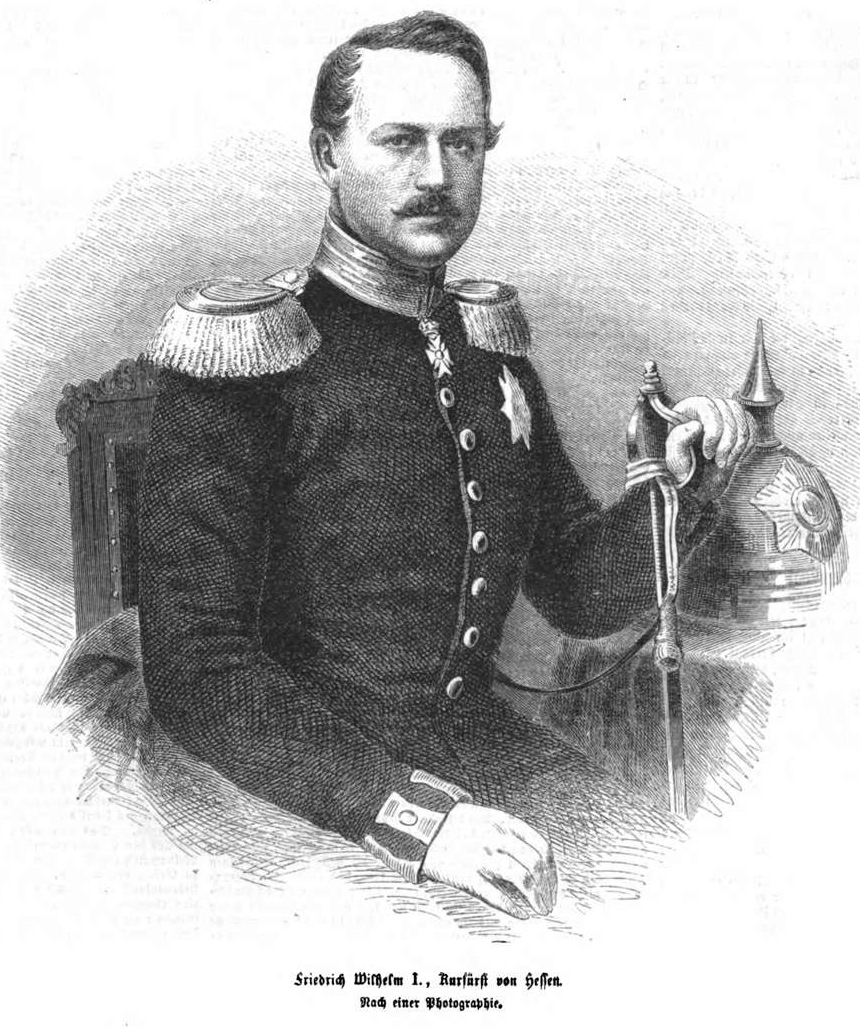
Kurfürst Friedrich Wilhelm I. von Hessen, hier im Jahre 1862. Im Krieg wurde er von den Preußen gefangen genommen und nach Stettin gebracht.

Im Kurfürstentum Hessen, auch Kurhessen oder Hessen-Kassel genannt, wurde zweimal eine liberale Verfassung abgeschafft und zweimal wieder eingerichtet. Das Land schwankte zwischen Erneuerung und scharfer Reaktion des Kurfürsten Friedrich Wilhelm I., der alle Teile des Volkes gegen sich aufgebracht hatte. Man schaute nach Preußen für Erlösung.
Der Kurfürst befürchtete 1866 einen Aufstand im Inneren mehr als die Preußen und hätte lieber abseits gestanden, während Österreich Preußen besiegen würde. Mit seinen Truppen wollte er, selbst bei Mobilmachung des Bundesheeres, nur sein eigenes Land verteidigen. Er rief empört erst zum Kampf auf, als Bismarck am 15. Juni ihn für ein Bündnis gewinnen wollte: Im Falle eines preußischen Sieges bekäme Hessen-Kassel Gebiete von Hessen-Darmstadt. Der Landtag hingegen wollte, dass Hessen-Kassel neutral blieb. Sogar der Kriegsminister bat um Entlassung, die ihm allerdings ausgeredet wurde. Preußische Truppen marschierten am 19. Juni ohne einen Schuss in Kassel ein, bei einer grundsätzlich freundlich gesinnten Bevölkerung. Der Kurfürst hatte sich zu fliehen geweigert und wurde, als einziger Landesherr, von Preußen gefangen genommen. Seine Armee war nur an einer einzigen Schlacht beteiligt und hatte vier Gefallene zu beklagen. Der Befehlshaber des preußischen 1. Armeecorps, Karl von Werder, und der Kölner Regierungspräsident Eduard von Möller übernahmen die Statthalterschaft in Kurhessen.
In Kurhessen war die Lage für Preußen entspannter als anderswo, wegen der vorhergegangenen Demoralisierung im Land. Eduard von Möller sah als Opposition allenfalls eine Gruppe strengprotestantischer Geistlicher. Er öffnete kurfürstliche Kunstsammlungen und Parks für die Öffentlichkeit und empfahl, dass die Steuererhöhungen nur schrittweise eingeführt wurden. Das hessische Militär wurde Ende August aus Mainz zurückgeführt und mit allen Ehren empfangen. Kurhessen war das erste annektierte Gebiet, das wieder vollständig der zivilen Verwaltung zugeführt werden konnte.
Auch der ehemalige Kurfürst verzichtete bald auf seine Ansprüche. In einem Vertrag vom 17. September 1866, als er noch Gefangener in Stettin war, erhielt er die Nutznießung seines fideikommissarischen Besitzes. Weiterhin bekam er die jährliche Hofdotation von 300.000 Talern. Dafür löste er am Tag darauf die Untertanen, Beamten und Soldaten vom Treueeid ihm gegenüber. Zwei Jahre später wollte er seine alte Herrschaft jedoch wiederherstellen, angeregt durch das Hannoversche Beispiel. Der legitime Chef des Hauses Hessen-Kassel und potentielle Thronfolger, der preußische General Friedrich Wilhelm von Hessen-Kassel zu Rumpenheim, erkannte die Annexion jedoch 1873 an.

### Nassau
Nassau war ein Produkt der Franzosenzeit: Napoleon hatte 1806 aus über zwanzig Territorien ein Herzogtum geschaffen. Die Herzöge gaben Nassau 1814 eine Verfassung und, zumindest auf dem Papier, eine fortschrittliche Verwaltung sowie Sozialleistungen. Überschattet wurde dies allerdings durch zahlreiche politische Konflikte sowie die Tatsache, dass ein Großteil der herzoglichen Domänen der Haushaltsgewalt des Landtags entzogen war.
Herzog Adolph von Nassau unterstützte mit Engagement die österreichische Seite und mobilisierte im Mai 1866 die Truppen. Sie marschierten quer durch das Land, um tatsächlichen oder eingebildeten preußischen Invasionen zu begegnen. Am 13. Juni lehnte die Zweite Kammer des Landtags es ab, dem Feldzug ihre Zustimmung zu geben. Als Motiv gab die Kammer die wirtschaftliche Abhängigkeit von Preußen bzw. vom Zollverein an. Der Herzog floh nach der Niederlage Österreichs und Bayerns bei Aschaffenburg nach Würzburg in Bayern, und am 18. Juli besetzte Preußen die nassauische Hauptstadt Wiesbaden.
Nassau und Frankfurt wurden unter einen gemeinsamen Zivilkommissar gestellt, Gustav von Diest, der Wetzlarer Landrat. Militärbefehlshaber wurde General Julius von Roeder. Der preußische Landrat Guido von Madai herrschte über die ehemals Freie Stadt. Robert von Patow, ein ehemaliger preußischer Finanzminister, wurde im August 1866 Zivilkommissar der gesamten besetzten Main-Region.
In Nassau fand eine Eingliederung in Preußen große Zustimmung. Allerdings musste Gustav von Diest sich mit den Verwerfungen in der nassauischen Politik und Gesellschaft auseinandersetzen. Die Nassauer erwarteten einen Kurswechsel bei den fürstlichen Domänen, Katholiken misstrauten den preußischen Protestanten. Der gläubige Protestant Diest verstärkte die Besatzung wohl bewusst mit katholischen Soldaten aus dem preußischen Rheinland. Sie gerieten allerdings vielerorts in Streit mit den nassauischen Soldaten, die ebenfalls im August aus Bayern zurückkehrten.
Am 18. September 1866 entband Herzog Adolph seine Untertanen, Beamten und Soldaten vom Treueeid und sicherte damit Eigentum und Einkünfte der Dynastie. Nach langen Verhandlungen einigte sich Preußen und Adolph mit Vertrag vom 28. September 1867 auf eine Abfindung, die aus 15 Millionen Gulden, verzinslich zu 4,5 %, sowie vier Schlössern (das Schloss Biebrich, Schloss Weilburg, Jagdschloss Platte und das Luxemburgische Schloss in Königstein) bestand. Im Jahr 1890 erbte er den Thron des Großherzogtums Luxemburg, nachdem der niederländische König Wilhelm III. ohne männlichen Nachkommen verstorben war.

### Frankfurt

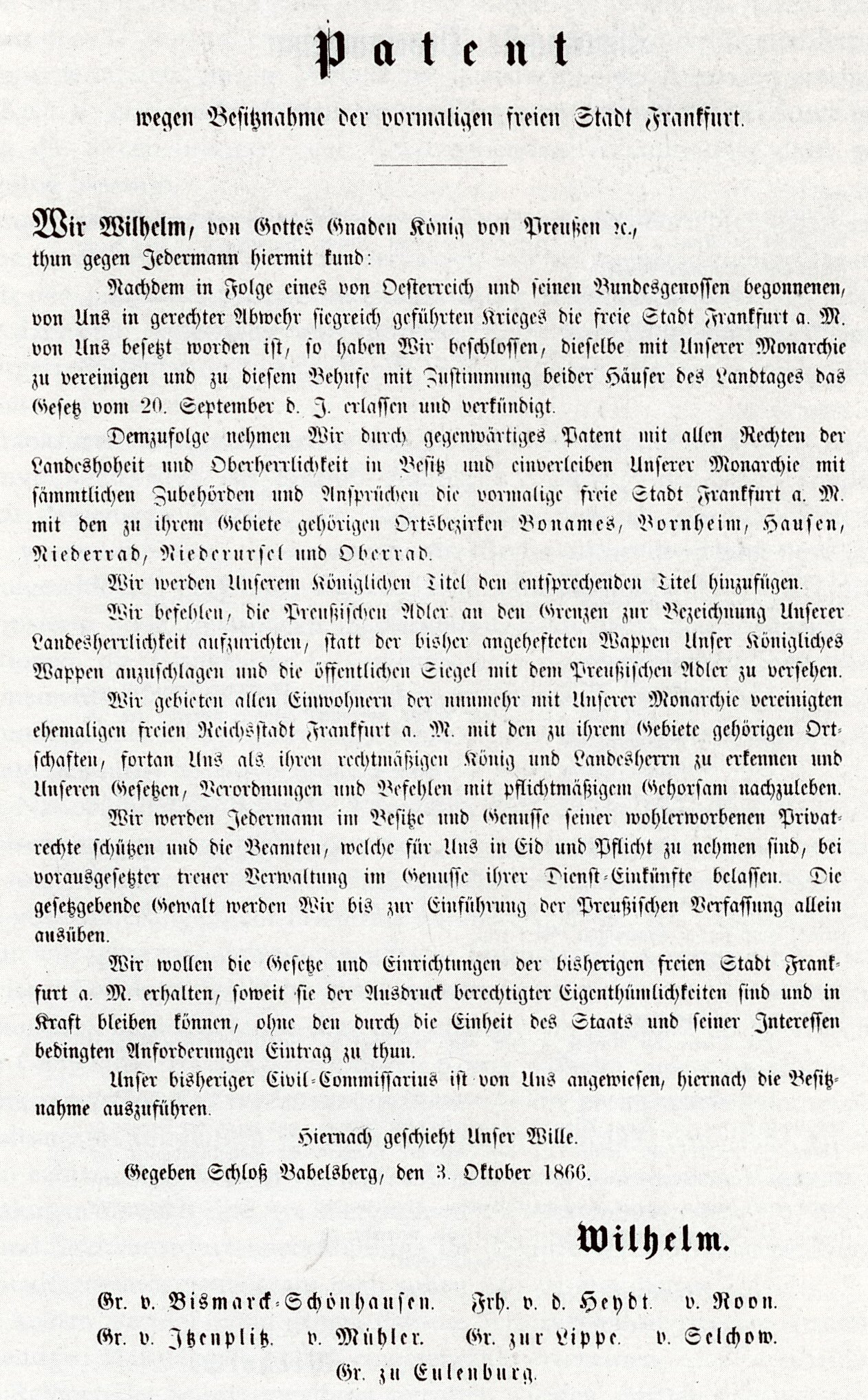
Preußisches Annexionspatent

Die Freie Stadt Frankfurt war eine ehemalige Freie Reichsstadt und damit (gemeinsam mit den norddeutschen Hansestädten) ein Anachronismus im Deutschen Bund. Seit 1815 hatte der Deutsche Bundestag seinen Sitz in Frankfurt. Noch im Jahr 1865 bewies die Stadt ihr eigenständiges Denken, als sie eine deutsche Parlamentarierversammlung zuließ – gegen die Forderungen Österreichs und Preußens. Es heißt, dass Bismarck wegen solchen Denkens die nächstbeste Gelegenheit nutzen wollte, Frankfurts Unabhängigkeit zu beenden.
Die Frankfurter hatten wenig für Preußen übrig, begeisterten sich aber auch nicht für Österreichs Krieg. Am 14. Juli floh der Bundestag, mitsamt den örtlichen Truppen mit Ausnahme des Linienbataillons, des regulären Frankfurter Militärs, nach Augsburg. Zwei Tage später marschierten die preußische Main-Armee in der unverteidigten Stadt ein.
Das kleine Frankfurt mit seinen 90.000 Einwohnern hatte unter der preußischen Besatzung am meisten zu leiden. Die Stadt hatte sofort 5,8 Millionen Gulden als Kontribution zu zahlen, was für ein Jahr für den Unterhalt der gesamten Main-Armee ausreichte, und darüber hinaus Quartier und Fourage für 25.000 Soldaten zu stellen. Private Reitpferde wurde beschlagnahmt, den Frankfurter Zeitungen das Erscheinen verboten, die Verfassungsorgane suspendiert und die Freie Stadt unter Militärverwaltung gestellt.
Am 20. Juli forderte der preußische Befehlshaber Edwin von Manteuffel eine zweite Kontribution von 25 Millionen Gulden, mehr als die Einnahmen eines ganzen Jahres, die von den 8.000 steuerpflichtigen Bürgern unverzüglich aufgebracht werden sollte. Die Bürgermeister Fellner und Müller wurden am 22. Juli zwangsweise als preußische Regierungsbevollmächtigte vereidigt. Sie plädierten im Senat der Freien Stadt Frankfurt für einen freiwilligen Anschluss an Preußen und dafür, auch die neuerliche Kontribution zu zahlen, aber die Gesetzgebende Versammlung und die Ständige Bürgerrepräsentation lehnten am 23. Juli ab. Der preußische Stadtkommandant, Generalmajor von Röder, legte dies als offene Rebellion aus und forderte Fellner auf, bis zum nächsten Morgen eine Proskriptionsliste mit den Namen und Besitzverhältnissen aller Mitglieder der städtischen Körperschaften offenzulegen. Andernfalls drohte er mit der Bombardierung und Plünderung der Stadt. Bismarck ordnete an, bei Bedarf alle Nachrichten- und Verkehrswege abzuschließen, bis die Zahlung erfolgt sei.

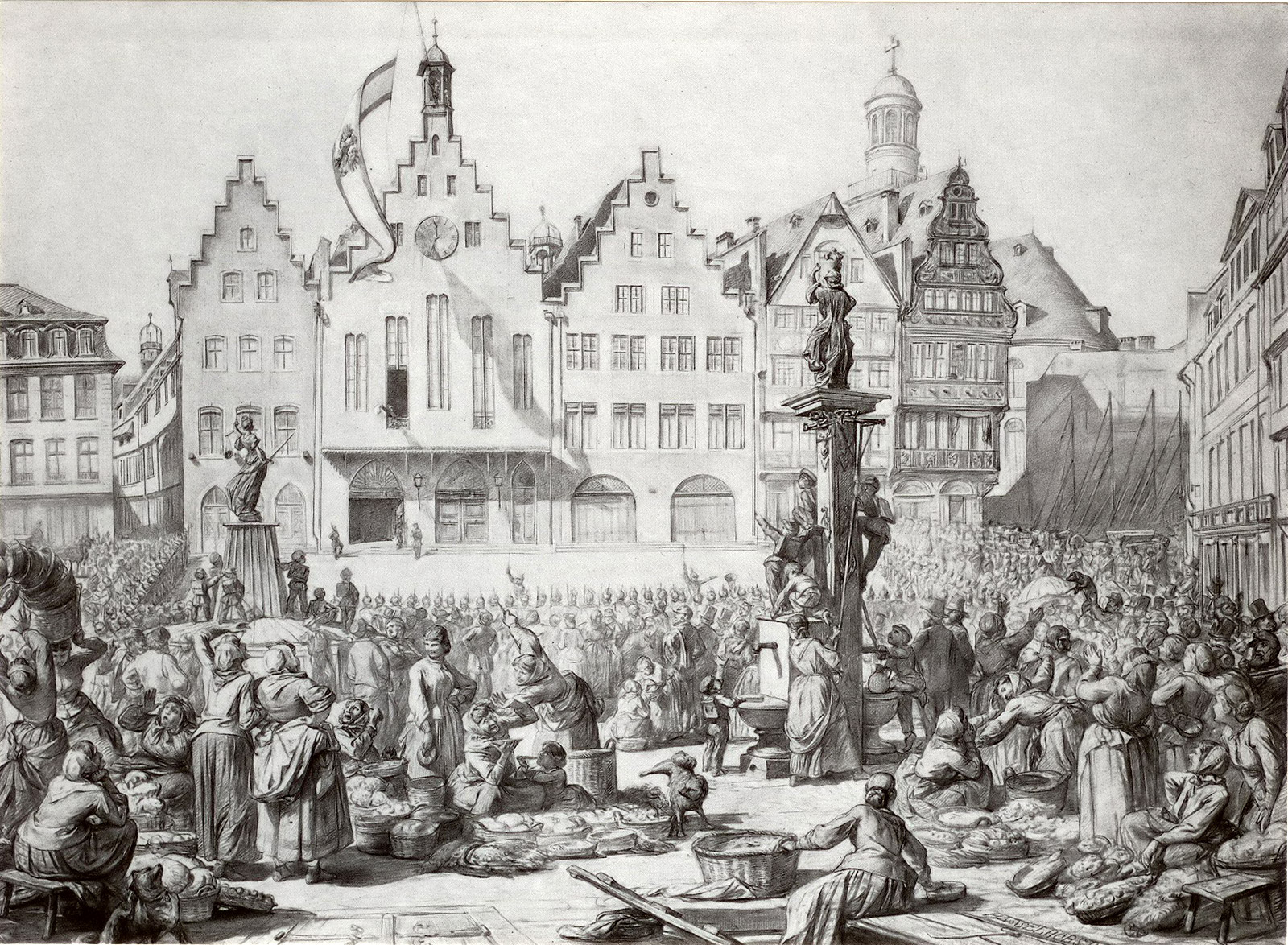
Vor dem Frankfurter Römer bei Bekanntgabe der Annexion. In das Hoch auf den König soll nur ein einziger der versammelten Bürger eingestimmt haben.

In dieser Situation sah Fellner keinen Ausweg und erhängte sich am Morgen des 24. Juli. Daraufhin, nicht zuletzt wegen der Anwesenheit von ausländischen Diplomaten, wurden die schlimmsten Repressalien gelockert. Die Stadt litt jedoch weiter unter der nachlässigen Disziplin preußischer Soldaten. Offiziere ritten mit ihren Pferden über die Gräber des Hauptfriedhofs. Auf der Straße wurden Menschen angegriffen, wer die Stadt in der Kutsche verlassen wollte, dem wurden die Pferde weggenommen.
Bürgermeister Müller erreichte Ende Juli bei Bismarck einen Aufschub der Kontribution, erhielt aber die Nachricht, dass die Annexion Frankfurts bevorstehe. Am 28. Juli setzte Preußen eine Zivilverwaltung ein. Die Stadt wurde in sieben Viertel aufgeteilt, jedes mit Militär- und Zivilkommissar. Einrichtungen des Bundes und die Thurn-und-Taxis-Post wurden geschlossen. Patrizier entflohen der Stadt, deren Schulden um 60 Prozent stiegen. Eine Petition, unterschrieben von 3.300 Frankfurtern, erwirkte nichts. Warum Preußen das kleine Frankfurt so demütigend behandelte, dass sogar einige preußische Landtagsabgeordnete protestierten, bleibe den Historikern ein Geheimnis, meint Hans A. Schmitt.
Ernst Rudolf Huber hingegen sieht im preußischen Verhalten nur eine gewisse „Schroffheit“. Die Klagen seien sachlich betrachtet übertrieben gewesen. Wenn etwa zwei Senatoren verhaftet wurden, die auf die Souveränität des Frankfurter Senats gepocht hatten, so sei dies vom Völkerrecht gedeckt. Der Senat könne mit einem depossedierten Fürsten verglichen werden, wie dem Kurfürsten von Hessen. Der übrige Senat erklärte sich bereit, als Stadtmagistrat weiterzuarbeiten.
In den Verhandlungen über die 1867 verabschiedete neue Gemeindeverfassung gelang es den städtischen Repräsentanten nicht, wesentliche Elemente der alten Verfassung zu erhalten; lediglich In der Gerichtsorganisation und der Kirchenverfassung blieben freistädtischen Traditionen erhalten. Im März 1869 wurde der Frankfurter Rezeß vereinbart, eine Aufteilung des Vermögens der Freien Stadt in kommunale und staatliche Anteile. Der preußische Staat übernahm unter anderem die Frankfurter Schuldtitel und damit letztlich auch die Zahlungsverpflichtung für seine eigene Kontributionsforderung.

### Schleswig, Holstein und Lauenburg

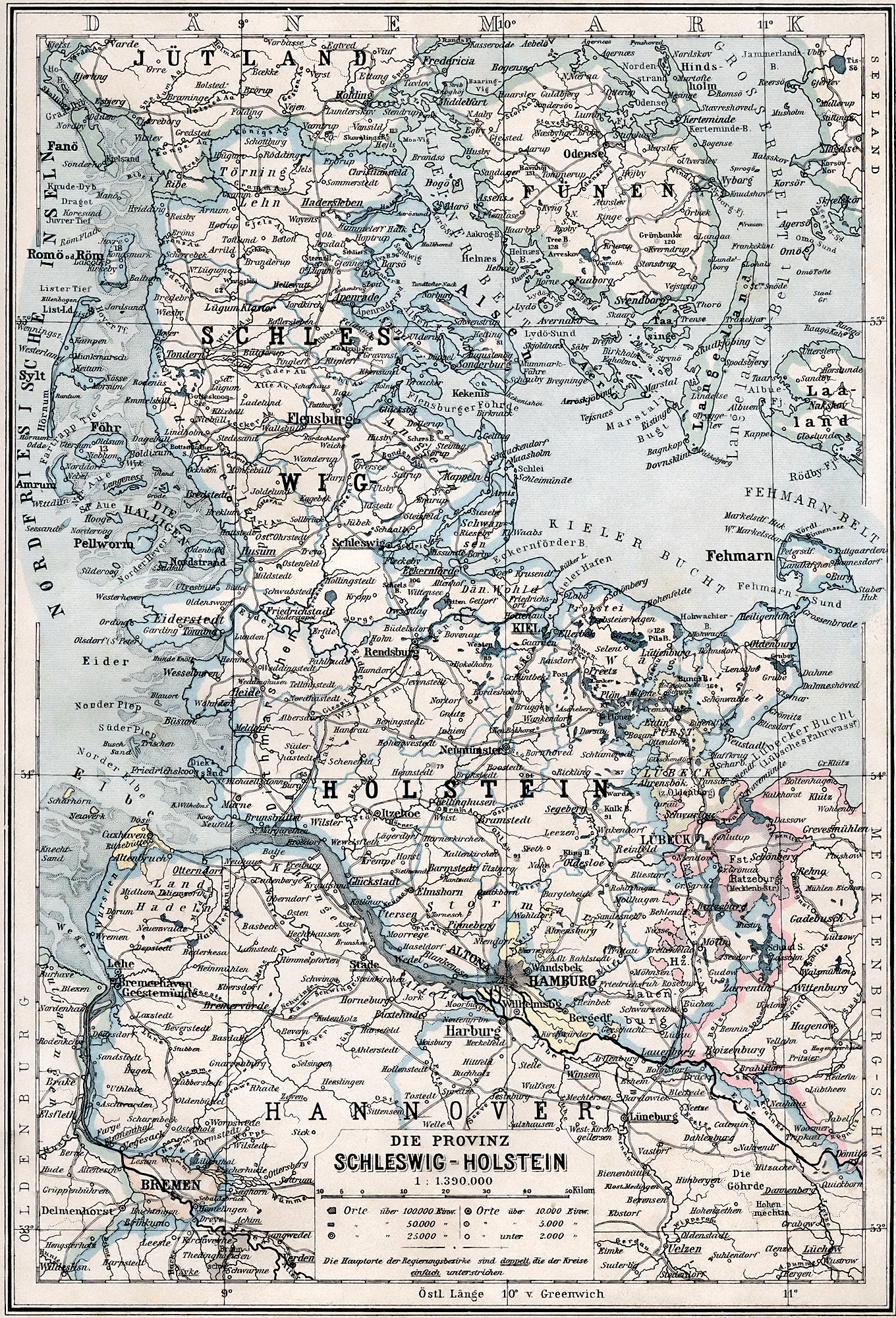
Die preußische Provinz Schleswig-Holstein im Jahr 1905

Der Erwerb der sogenannten Elbherzogtümer Schleswig, Holstein und Lauenburg verlief komplizierter als der der anderen vier Länder. Schleswig war bis zum Deutsch-Dänischen Krieg 1864 ein Lehen Dänemarks außerhalb des Bundes. Holstein und Lauenburg waren dagegen Mitgliedsstaaten. Regiert wurden die Herzogtümer vom dänischen König in seiner jeweiligen Funktion als Herzog. Mit dem Aufkommen nationalliberaler Bewegungen in Europa in den 1840er Jahren kam es auch im Dänischen Gesamtstaat zu einem (Verfassungs-)Konflikt zwischen deutschen und dänischen Nationalliberalen, die sich vor allem in der Frage nach der nationalen Zugehörigkeit des gemischtsprachigen Herzogtums Schleswig entlud. Hierzu kam es zwischen 1848 und 1851 zu einem dreijährigen Krieg als Teil der Schleswig-Holsteinischen Erhebung.
Im Deutsch-Dänischen Krieg von 1864 besiegten Österreich und Preußen Dänemark. Sie erhielten gemeinsam die Rechte an den Herzogtümern und verwalteten sie als Kondominium zunächst gemeinsam. Dann, in der Gasteiner Konvention vom August 1865, einigten sie sich auf eine administrative Teilung: Preußen verwaltete Schleswig, Österreich hingegen Holstein. Ihre gemeinsame Herrschaft blieb an sich bestehen. Den Deutschen Krieg löste Preußen im Juni 1866 aus, indem seine Truppen in Holstein einmarschierten. Nach dem Krieg trat Österreich im Prager Frieden seine Rechte an Preußen ab. Preußen bildete 1867 aus Schleswig und Holstein die neue preußische Provinz Schleswig-Holstein.

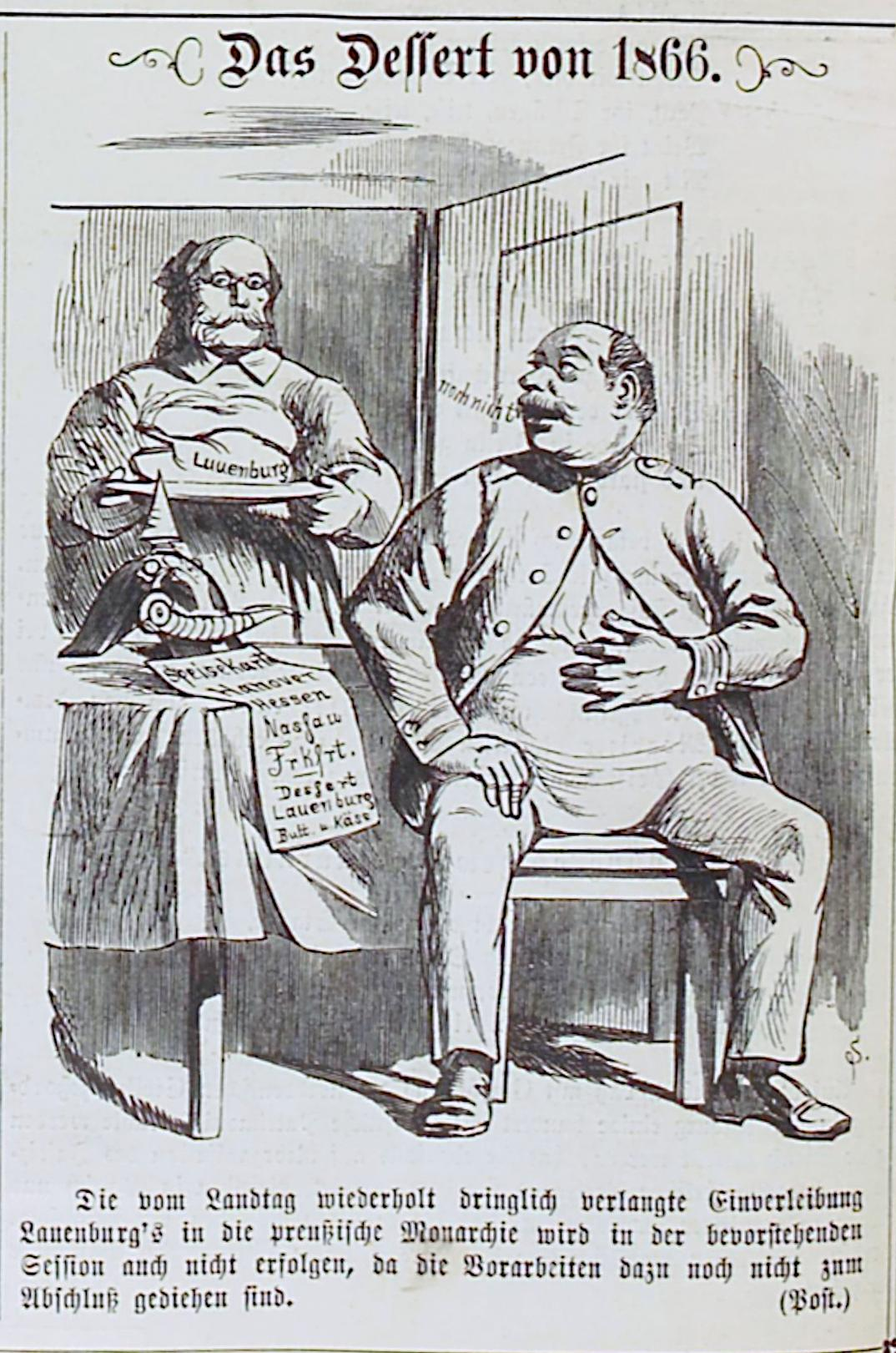
Karikatur im Kladderadatsch, 1869: Preußen verdaue die preußischen Annexionen von 1866, daher lasse es sich noch Zeit, sich das „Dessert“ Lauenburg einzuverleiben.

Einen Sonderfall stellte das Herzogtum Lauenburg dar, das ebenfalls 1864 von Dänemark an Österreich und Preußen abgetreten worden war. In der Gasteiner Konvention vom 14. August 1865 verkaufte Österreich seine Ansprüche daran an Preußen. Zunächst herrschte dort der preußische König nur durch Personalunion und nahm auch den Titel eines Herzogs an. Erst am 23. Juni 1876 folgte ein Gesetz, mit dem Lauenburg in Preußen eingegliedert wurde. Seitdem gehörte der Kreis Herzogtum Lauenburg zur Provinz Schleswig-Holstein.
Ein depossedierter Fürst des Jahres 1866 war auch Erbprinz Friedrich von Augustenburg. Preußen hatte seine Ansprüche in der komplizierten schleswig-holsteinischen Erbfrage beiseite geschoben. Er verwahrte sich seine Rechte, entband jedoch die Einwohner von den ihm geleisteten Gelöbnissen, damit sie keinen Gewissenskonflikt erlitten, und versuchte auch nicht aktiv, seine Herrschaft anzubahnen. Die Versöhnung mit Preußen erfolgte 1880, als Friedrich kurz vor seinem Tod erlaubte, dass seine Tochter Auguste Viktoria den Kaiserenkel heiratete.

## Preußische Gebietsverluste
Am 23. Februar 1867 schlossen Preußen und das Großherzogtum Oldenburg den Kieler Vertrag. Demzufolge erhielt das oldenburgische Fürstentum Lübeck einige Gebiete des ehemaligen Herzogtums Holstein mit insgesamt 12.548 Einwohnern (3. Dezember 1867). Es handelte sich um das Amt Ahrensbök ohne das Dorf Travenhorst, die sogenannten Lübschen Güter Dunkelsdorf, Eckhorst, Mori, Großsteinrade und Stockelsdorf, die sogenannten Lübischen Stadtstiftsdörfer Böbs mit Schwinkenrade und Schwochel sowie den Dieksee.
Als Nassau und Frankfurt in Preußen eingegliedert wurden, erhielt das Großherzogtum Hessen von Nassau ein Gebiet, das 2.312 Einwohner (1864) hatte, und von Frankfurt die Dörfer Dortelweil und Nieder-Erlenbach mit zusammen 1.267 Einwohnern (1864).

## Einordnung und Ausblick

Einwohner im Deutschen Reich, mit den Anteilen für Preußen und für die annektierten Gebiete

Die Annexionen des Jahres 1866 verliefen aus preußischer Sicht zufriedenstellend. Es bildete sich keine europäische Koalition zur Rettung der alten, von Österreich beherrschten Welt. Zwar wurden gekrönte Häupter entthront, das war aber nicht etwa mit der Enthauptung Ludwigs XVI. in der Französischen Revolution vergleichbar. Bismarcks Reformplan mit einem nationalen Parlament fand die Zustimmung der meisten politisch denkenden Deutschen, selbst wenn sie dem Urheber misstrauten. Die Dynastien von Hessen-Kassel und Nassau hielten ihren Widerstand nicht lange durch, und die Bemühungen des hannoverschen Exkönigs blieben wirkungslos.
Nirgendwo war die preußische Herrschaft ernsthaft in Gefahr. Mit der Ausnahme von Frankfurt hatte Preußen sich mit Selbstvertrauen und ohne willkürliche Schikanen durchgesetzt. Die neuen Untertanen waren von der raschen Unterwerfung verwirrt und beruhigt zugleich. Hans A. Schmitt: „Das Auseinanderfallen des Deutschen Bundes wirkte als größere Überraschung, als wir es uns ein Jahrhundert später vorstellen können.“ Die Fürsten von Hannover und Nassau hatten es von 1815 bis 1866 nicht geschafft, die Zuneigung ihrer damals neugewonnenen Untertanen zu erlangen. Die Untertanen schienen ihr Vaterland dort zu sehen, wo es ihnen gutging.
Die Liberalen in Preußen hatten noch im Krieg gegen Dänemark gezweifelt, ob Freiheit ohne Einheit möglich sei, meint Heinrich August Winkler. „Die preußischen Annexionen in Norddeutschland waren, so gesehen, geradezu ein Vorgriff auf die Freiheit ganz Deutschlands.“ Zunächst befürchteten die Liberalen Zentralisation, Bürokratie und Militärlasten, bald aber würde sich die Lage entspannen. Die „altpreußische Einseitigkeit“, meinte die National-Zeitung im Juni 1866, werde „durch den Zutritt neuer lebendiger Elemente […] überwunden“.
Preußen hatte bereits großen Einfluss auf die verbleibenden Staaten Nord- und Mitteldeutschlands, auch in wirtschaftlicher Hinsicht. Viele hatten vertraglich ihr Militär der preußischen Armee unterstellt. Durch ein Bündnis vom 18. August 1866 verpflichteten sie sich zu gegenseitigem Beistand und der Errichtung eines gemeinsamen Bundesstaates. Dieser Norddeutsche Bund erhielt am 1. Juli 1867 seine Verfassung. Durch die Annexionen im Vorjahr lebten achtzig Prozent der Bundesangehörigen im Gliedstaat Preußen.